# Mario Ghella
Mario Francesco Ghella (ur. 23 czerwca 1929 w Chieri, zm. 10 lutego 2020 w Arenas de San Pedro) – włoski kolarz torowy, mistrz olimpijski i mistrz świata.

## Kariera
Największe sukcesy w karierze Mario Ghella osiągnął w 1948 roku, kiedy zdobył dwa medale na międzynarodowych imprezach. Najpierw zwyciężył w sprincie indywidualnym amatorów podczas mistrzostw świata w Amsterdamie. W zawodach tych bezpośrednio wyprzedził Duńczyka Axela Schandorffa oraz Rega Harrisa z Wielkiej Brytanii. Parę miesięcy później wystąpił na igrzyskach olimpijskich w Londynie, gdzie również był najlepszy w sprincie indywidualnym. W finale olimpijskim Ghella pokonał Harrisa, a trzecie miejsce wywalczył Schandorff. Ponadto Ghella pięciokrotnie zdobywał tytuł mistrza Włoch w swej koronnej konkurencji.